# Stefaniola opulenta
Stefaniola opulenta är en tvåvingeart som beskrevs av Möhn 1971. Stefaniola opulenta ingår i släktet Stefaniola och familjen gallmyggor. Inga underarter finns listade i Catalogue of Life.